# 卡瑟爾巴赫河 (比伯河支流)
50°12′27.01″N 9°16′20.46″E / 50.2075028°N 9.2723500°E
卡瑟爾巴赫河（德語：Kasselbach），是德國的河流，位於該國中部，由黑森州負責管轄，該河流屬於比伯河的右支流，河道全長6.9公里，流域面積16.6平方公里。